# José Manuel Pando
José Manuel Pando Solares (Luribay, 25 de diciembre de 1848-La Paz, Bolivia; 17 de junio de 1917) fue un militar, político y explorador boliviano. Fue también presidente de Bolivia desde el 25 de octubre de 1899 hasta el 14 de agosto de 1904. Durante su gobierno se desató la guerra del Acre (1899-1903) en donde Bolivia se enfrentó bélicamente con el Brasil.

## Biografía
José Manuel Pando nació en la localidad de Luribay en el departamento de La Paz el 27 de diciembre de 1848. Sus padres fueron Manuel Pando y Petrona Solares. Estudió en el Colegio Seminario de La Paz. En la Universidad Mayor de San Andrés (UMSA) siguió la carrera de medicina, pero solo llegó hasta el sexto año, pues la abandonó siguiendo el impulso de la política.
Protestante a sus 23 años Pando combatió, junto al pueblo paceño, para derrocar al gobierno de Mariano Melgarejo el 15 de enero de 1871, y días después se incorporó al ejército boliviano.
Después de haber derrocado a Melgarejo, el presidente de Bolivia Agustín Morales nombró a Pando como su edecán personal  en 1871. El 27 de noviembre de 1872, cuando Agustín Morales fue asesinado por su otro edecán y a la vez sobrino Federico Lafaye, Pando desconsolado renunció al cargo.
En 1876 después del golpe de Hilarión Daza contra el presidente Tomas Frías, Pando se retiró a la vida privada a su hacienda de Luribay, pero la Guerra del Pacífico lo volvió a convocar a las armas.
Durante la guerra del Pacífico, Pando contribuyó con el Ejército de Bolivia, cuando, en plena guerra, hizo gestiones al traer desde Estados Unidos los cañones que el general Hilarión Daza le había encomendado. Pando combatió en la batalla del Alto de la Alianza del 26 de mayo de 1880, en donde fue gravemente herido en el brazo izquierdo y hecho prisionero por los chilenos siendo llevado a Santiago de Chile.
A su vuelta a Bolivia, Pando dirigió un regimiento de artillería hasta el año 1884. Entró como militante del Partido Liberal en 1884, partido del que fue jefe desde 1894 (reemplazando al general Eliodoro Camacho) hasta el fin de su presidencia.
José Manuel Pando se casó con Carmen Guarachi Sinchiroca, miembro de una familia de caciques aymaras de Sicasica. Con el pasar de los años Pando se convirtió en uno de los grandes terratenientes de la época, beneficiado por las leyes de 1874 y 1880.
Pando fue uno de los grandes exploradores de Bolivia durante el siglo XIX. A él se debe, en buena parte, el conocimiento y la integración del norte al país, conocido entonces como Territorio Nacional de Colonias  (hoy territorio de los departamentos de La Paz, Beni y Pando, este último, precisamente, lleva su apellido, en su honor). Varias de sus expediciones a la región (ríos Madidi, Madre de Dios, entre otros), fueron recogidas en un estudio que hizo sobre el tema y que fue publicado por la Universidad de La Plata, de Argentina.
Como jefe del Partido Liberal de Bolivia (principal partido del país), fue propuesto como candidato a la presidencia de la república en las elecciones de 1896, que fueron ganadas por su contrincante del Partido Conservador Severo Fernández Alonso. Ese mismo año asumió el cargo de senador por el departamento de Chuquisaca.
Fue protagonista del levantamiento de 1898, al frente de las fuerzas federales de La Paz, logrando el apoyo de los aymaras del coronel Pablo Zárate Willca, conocido como el “Temible Willka”, estallando así la Guerra Federal contra los conservadores. Tras cuatro meses de lucha, triunfó sobre las fuerzas conservadoras de Fernández Alonso en la Batalla del Segundo Crucero.
Se creó una Junta Federal de Gobierno integrada por Pando, Serapio Reyes Ortiz y Macario Pinilla Vargas, y que instaló la sede de gobierno en La Paz. Esta Junta llevó a cabo algunas reformas institucionales y realizó algunas obras públicas, como la construcción del palacio de gobierno de La Paz, hasta que una Convención Nacional reunida en 1899 eligió presidente a Pando.

## Presidente de la República

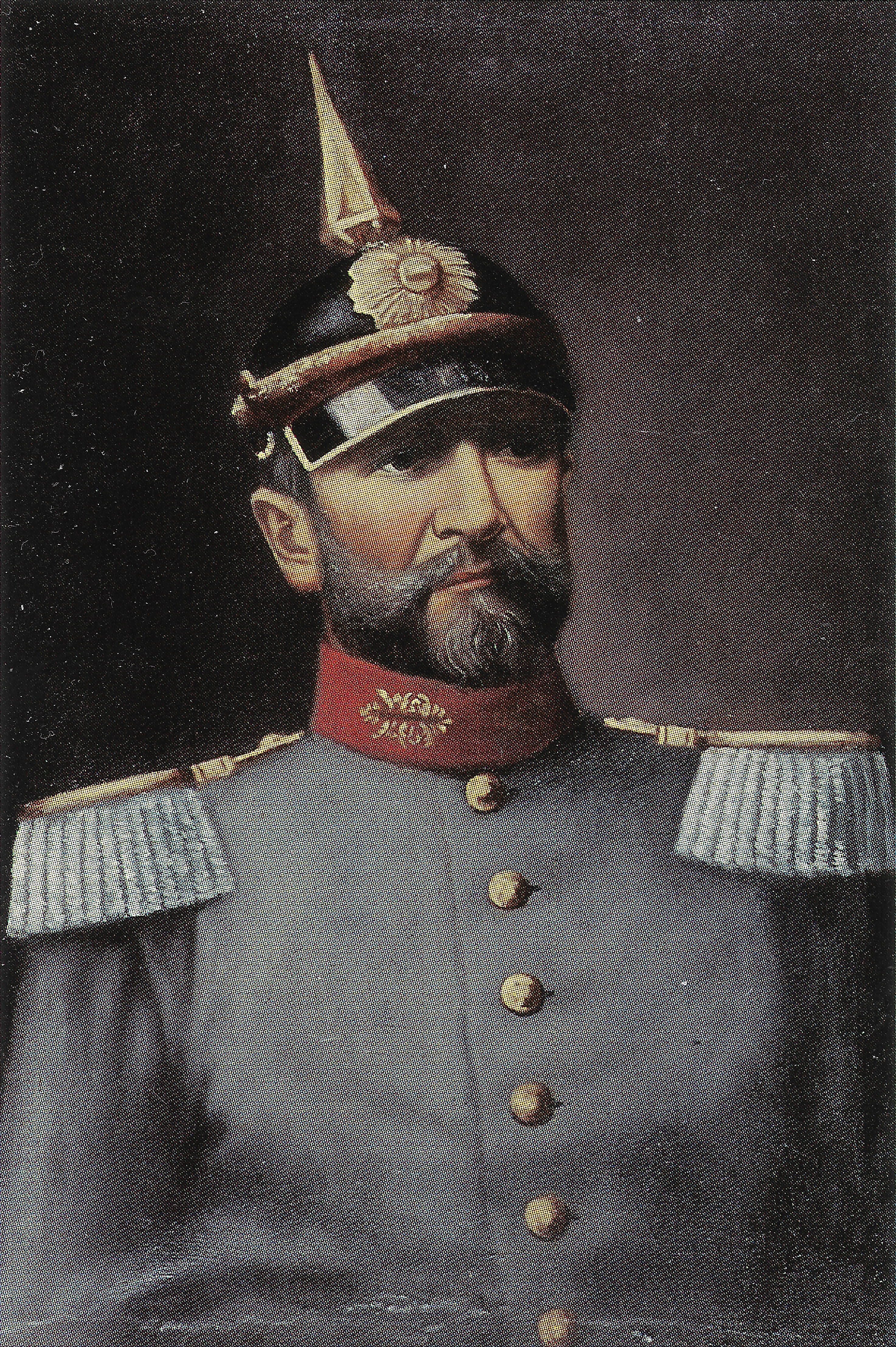
José Manuel Pando - Presidente de la República de Bolivia.

Pando tenía 50 años de edad cuando asumió la Presidencia. Algunas obras y hechos importantes de su gobierno fueron:
- Se ejecutó el primer censo del siglo XX (1900).
- Hubo superávit en la balanza comercial, por el auge del caucho.
- Se tendió  el ferrocarril La Paz-Guaqui.
- Construyó vías de penetración de los valles a los llanos.
- En 1903 llegó el primer automóvil a Bolivia importado por Arthur Posnansky.
- Reestructuró el Ejército con una misión francesa.
- Fundó una escuela agrícola y ganadera y un colegio de minas.

En el aspecto internacional enfrentó con el Brasil la llamada guerra del Acre. Dicha región del Acre, situada en el norte y colindante con la frontera con Brasil, había sido invadida por colonizadores o seringueiros brasileños, en plena fiebre del caucho. El gobierno boliviano, queriendo hacer valer sus legítimos derechos en dicha región, fundó en 1899 Puerto Alonso y estableció los impuestos a los explotadores del caucho. Pero los seringueiros se rebelaron e iniciaron un movimiento secesionista denominado la primera revolución del Acre, que el gobierno boliviano pudo dominar (1901). La segunda fase de esta guerra, llamada la Segunda Revolución Acreana, ocurrió bajo el gobierno de Pando (1902-1903); esta vez los acreanos pidieron su anexión al Brasil. Los bolivianos sufrieron reveses a manos de los revolucionarios acreanos, por lo que Pando marchó personalmente hacia el Acre al frente de un ejército de 600 a 700 hombres. Esto motivó la intervención del Brasil, que consideró la zona en litigio y decidió enviar a su ejército, de miles de efectivos, en apoyo de los acreanos. Esta situación dispar forzó a los bolivianos a entrar en negociaciones. Pando firmó con el Brasil el tratado de Petrópolis por el que Bolivia cedía territorio en el norte a cambio de una importante compensación económica, de dos millones de libras esterlinas.
Poco después de retornar a La Paz, al culminar ya su periodo, Pando entregó el poder a Ismael Montes, que era igualmente del partido liberal (1904).

## Pospresidencia y muerte

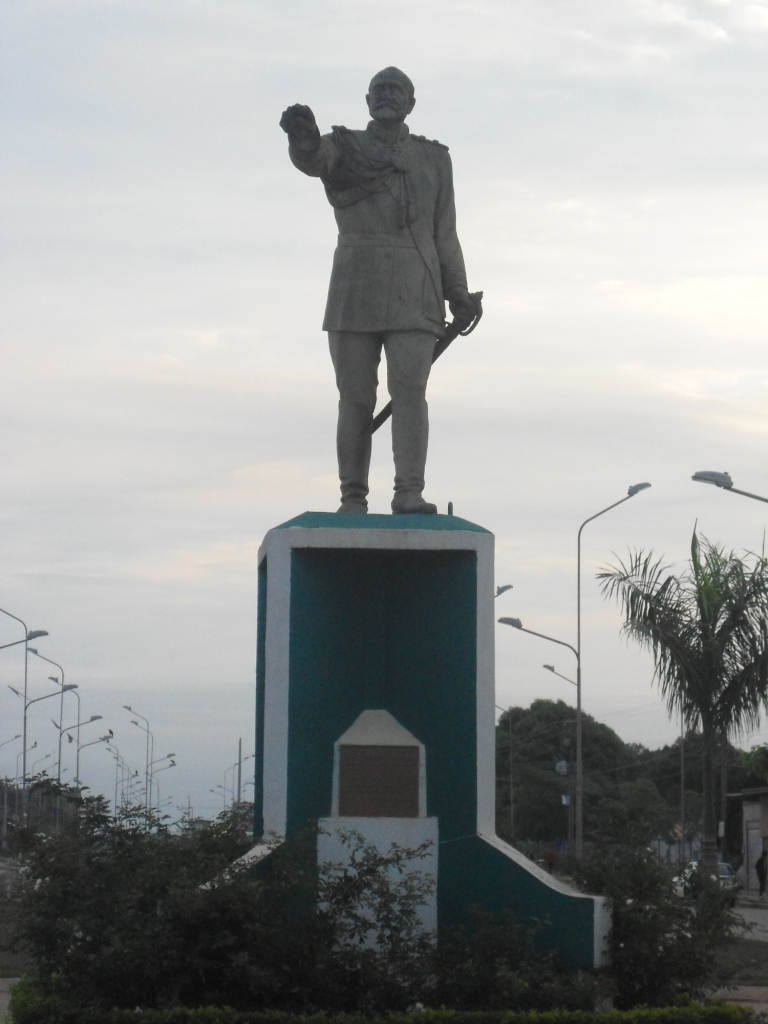
Monumento a José Manuel Pando en la ciudad de Cobija, Pando.

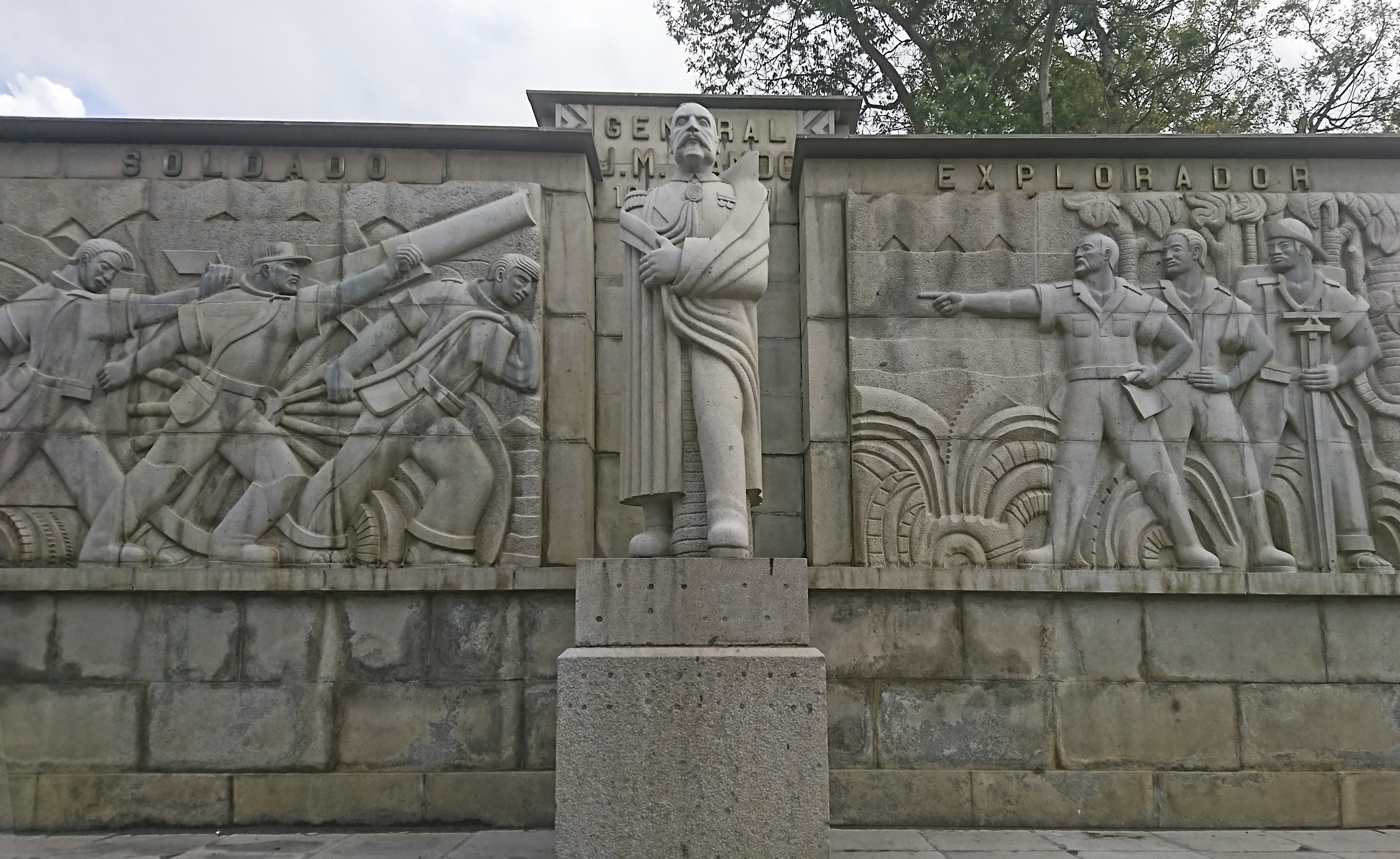
Tumba de José Manuel Pando en el Cementerio General de la ciudad de La Paz donde actualmente descansan sus restos. Pando fue el principal artífice del traslado de la sede de gobierno de Sucre a La Paz.

Fue delegado en los territorios de colonias y comisario de límites con el Brasil. Fue nombrado general de brigada de Perú en 1911. Alejado del partido liberal, rompió con Ismael Montes y en 1915 fue uno de los fundadores del Partido Republicano. Retirado a la vida privada, fue encontrado muerto en un barranco, cerca de El Kenko (actualmente El Alto) el 17 de junio de 1917. Para la mayoría, se trató de un crimen político, perpetrado por instigación del partido liberal. Se atribuyó la autoría material a Alfredo Jáuregui, Juan Jáuregui, Néstor Villegas y Simón Choque.  En 1927, Alfredo Jáuregui, el más joven de los hermanos, fue fusilado producto de un desafortunado sorteo para responder sobre el supuesto crimen de Pando. En 2012, la Cinemateca Boliviana informó sobre la aparición de un inédito film donde se encuentran escenas reales de este trágico evento, con el título de El bolillo fatal.
Modernas investigaciones, sin embargo, sostienen que la muerte de Pando se debió a causa natural, al sobrevenirle un derrame cerebral cuando iba de su finca de Catavi a la ciudad de La Paz. Según esta hipótesis, los miembros de la familia Jáuregui (en cuya choza se había alojado Pando poco antes), al descubrir el cadáver en el camino, temieron ser culpados de su muerte, por lo que arrojaron el cuerpo al barranco.